# Dasypyrum
Dasypyrum là một chi thực vật có hoa trong họ Hòa thảo (Poaceae).

## Loài
Chi Dasypyrum gồm các loài: